# Усть-Казачка
Усть-Казачка — деревня в Рыбинском районе Красноярского края, входит в Малокамалинский сельсовет.

## География
Находится в примерно в 22 километрах по прямой на северо-восток от районного центра города Заозёрный.

## Климат
Климат резко континентальный. Зима суровая, средние температуры января составляют −19—21 °С, критические — от −45 до −52 °С. Лето преимущественно жаркое, солнечное, со средними температурами июля +19—25 °С, максимальные: +34—38 °С.

## Население
| 2010 |
| ---- |
| 0    |

Постоянное население составляло 2 человека в 2002 году (100 % русские).